# Міша Лев
Мі́ша Ле́в (Лев Михайло Аронович, Андрійович) (* 3 липня 1917, Погребище, Київська губернія — † 23 травня 2013, Реховот, Ізраїль) — єврейський письменник — романіст та мемуарист, писав російською мовою та їдиш. 1997 — лауреат премії ім. Герша та Гершона Сегалів, 2000 — премії ім. Боруха Шварцмана, 2001 — премії ім. Давида Гофштейна.

## Життєпис
Батько його був виноградарем; 1926 року родина переїздить в Сталіндорфський єврейський національний район.
Навчався в єврейській школі, в 1933—1934 роках — у Єврейському машинобудівному технікумі в Харкові.
Входив до складу Союзу письменників СРСР, член правління видавництва «Радянський письменник», редакційної колегії журналу «Советіш геймланд».
1934 року переїздить до Москви, працював в «Дер Емес» — редакції газети та книжковому видавництві — у видавництві з 1936 друкуються його замітки та рецензії, того ж часу почав займатися літературними дописами.
Поступив в Московський державний педагогічний інститут на відділення єврейської мови та літератури, одночасно працював в Центральній єврейській бібліотеці.
Учасник Другої світової війни, записався добровольцем, стає курсантом Подольського піхотного училища. Брав участь в перших боях на далеких підступах до Москви — згодом описав ці події в оповіданні «Курсанти»; в жовтні 1941 тяжко поранений.
Потрапляє до полону, перебуває в таборі для радянських військовополонених.
Літом 1942 йому вдається втекти з табору, жовтнем того ж року — боєць червоного партизанського загону в лісах Білорусі.
Починає розвідником, згодом стає начальником штабу партизанського полку; при наближенні радянських військ — в їх лавах, нагороджений орденами й медалями.
Після демобілізації повертається до Москви, працює в редакції газети «Ейнікат» та видавництві «Дер Емес».
Переважно писав про героїчні вчинки євреїв в часі радянсько-німецької війни, вплітаючи власні спомини. 1948 року видана його книга «Партизанськими стежками» (1958 перевидана російською мовою в перекладі М. Гуревича), оповідання та нариси печаталися в газеті «Ейнікат» та альманасі «Геймланд». Того ж року з ініціативи В. С. Гроссмана у Москві вийшов збірник прози «Єврейська новела» — російською мовою, до складу ввійшло оповідання Лева «Біля Березини».
Того ж року в СРСР закриваються єврейські культурні заклади, залишається без роботи; до 1961 року працював носильником.
Після відкриття журналу «Советішер геймланд» — активний його дописувач, входить до складу редакційної колегії.
Його приймають до складу Союзу письменників СРСР, працює в правлінні видавництва «Радянський письменник». Переважно писав документальну прозу, наскрізною темою якої була нацистсько-радянська війна.
Серединою 1970-х років покидає редакційну роботу, продовжуючи літературну діяльність.

### Деякі з його книг
- «Майже легенда» — про Олександра Печерського, 1973
- «Суд після вироку», 1980,
- «Якби не мої друзі», 1961, 1962,
- «Історія життя Жака Альбро» — 1965,
- «Довгі тіні» — про Собібор, 1988,
- 2002 — роман «Собібор»
- загалом в СРСР вийшло його 11 книг на їдиш та російській мові.

В Ризі розшукав рукопис «Спомини про ризьке гетто» скульптора Ельмара Рівоша — перекладена на їдиш А. Гонтарем, 1962 року вийшла друком.
1996 року виїздить до Ізраїлю, проживав в Реховоті. Тут вийшли на їдиш його спомини «Літературні портрети. Письменники, художники, артисти мого покоління».
Опрацьовує тему повстання в Собіборі, добивався увічнення пам'яті Олександра Печерського — щоб в Ізраїлі на його честь пойменували вулицю, 2005 року така вулиця з'явилася в місті Цфат. Майже півстоліття збирав, опрацьовував та друкував різними мовами документи про повстання в Собіборі.